# Jaime Lloreda
José Jaime Lloreda Ferrón (Colón, Panamá, 10 de noviembre de 1980) es un jugador de baloncesto profesional panameño. Juega de ala-pívot-pívot en la Liga Nacional de Baloncesto Profesional de México (LNBP) para Mineros de Zacatecas.

## Trayectoria
Lloreda inició su formación en el High School de la Berkshire Academy (Florida). Su etapa universitaria transcurrió en Dixie State (NJCAA) y la Universidad Estatal de Luisiana (NCAA).
Comenzó su periplo internacional en el Pinar Karsiyaka de la liga turca (2004-2005), desde donde pasó al BC Lokomotiv Rostov ruso un año después. En 2006 emigró al Al-Ittihad de Arabia Saudí y de ahí al KK Bosna. En 2007 dio el salto a las ligas mayores europeas, recalando en Italia (LegaDue) en el Ignis Novara desde el que fue cedido al Cimberio Varese y finalmente al Seven Roseto.
En 2009 militó en la Hebraica y Macabi, equipo con el que disputará antes de firmar por el CAI Zaragoza.

## Selección nacional
Habitual desde el año 2000 con la Selección de baloncesto de Panamá.